# Club Deportivo Águilas San Aquilino
La Sociedad Deportiva Águilas Atlético es un club de fútbol de la localidad de Adeje (Santa Cruz de Tenerife) España. Fundado en 1971. Actualmente juega en Preferente de Tenerife.

## Historia
La Sociedad Deportiva Águilas Atlético de Adeje se funda en 1971 como representante del casco de la ciudad de Adeje, en el sur de la isla de Tenerife. En la temporada 1983/83 se estrena en la categoría de Preferente, máximo nivel del fútbol regional. En apenas cuatro años se asienta en la categoría consiguiendo un campeonato de liga en la 1986/87 que le valía el ascenso al fútbol nacional. De ese modo en la temporada 1987/88 debutaba en 3ªDivisión. Tras cuatro años compitiendo en los mejores campos de Canarias, desciende a Preferente arrastrando problemas económicos que lo llevaron incluso de vuelta a 1.ª Regional, antes de poder volver a dar el salto al fútbol nacional. En la temporada 2001/02 vuelve a la 3ªDivisión, última temporada que el club ha jugado con los mejores de las islas. Desde entonces compite en el fútbol regional. Esta temporada 2012/13 se proclama campeón de Grupo II de 1.ª Regional, y tras imponerse en el Play Off contra el Club Deportivo Puerto Cruz vuelve a la Liga de Preferente Tenerife.

## Uniforme
- Local: la primera equipación se compone de camisa blanca con toques azules y pantalón blanco.
- Visitante: Camiseta a rayas rojiblancas con pantalón rojo o equipación totalmente roja .

## Todas las temporadas
| Temporada | División     | Posición | Copa del Rey |
| --------- | ------------ | -------- | ------------ |
| 1980/81   | 1.ª Regional |          |              |
| 1981/82   | 1.ª Regional | 6.º      |              |
| 1982/83   | 1.ª Regional |          |              |
| 1983/84   | Preferente   | 5º       |              |
| 1984/85   | Preferente   | 5º       |              |
| 1985/86   | Preferente   | 9º       |              |
| 1986/87   | Preferente   | 1º       |              |
| 1987/88   | 3ªDivisión   | 18.º     |              |
| 1988/89   | 3ªDivisión   | 11.º     |              |
| 1989/90   | 3ªDivisión   | 14.º     |              |
| 1990/91   | 3ªDivisión   | 17.º     |              |
| 1991/92   | Preferente   | 8º       |              |
| 1992/93   | Preferente   | 17º      |              |
| 1993/94   | 1.ª Regional | 11.º     |              |
| 1994/95   | 1.ª Regional | 8.º      |              |
| 1995/96   | 1.ª Regional | 5º       |              |
| 1996/97   | 1.ª Regional | 1º       |              |
| 1997/98   | Preferente   | 11º      |              |
| 1998/99   | Preferente   | 9º       |              |
| 1999/00   | Preferente   | 7.º      |              |
| 2000/01   | Preferente   | 2.º      |              |
| 2001/02   | 3ªDivisión   | 20.º     |              |
| 2002/03   | Preferente   | 18º      |              |
| 2003/04   | 1.ª Regional | 4º       |              |
| 2004/05   | Preferente   | 14º      |              |
| 2005/06   | Preferente   | 5.º      |              |
| 2006/07   | Preferente   | 14.º     |              |
| 2007/08   | Preferente   | 17.º     |              |
| 2008/09   | Preferente   | 18.º     |              |
| 2009/10   | 1.ª Regional | 4.º      |              |

| Temporada | División     | Posición | Copa del Rey |
| --------- | ------------ | -------- | ------------ |
| 2010/11   | 1.ª Regional | 5º       |              |
| 2011/12   | 1.ª Regional | 5.º      |              |
| 2012/13   | 1.ª Regional | 1º       |              |
| 2013/14   | Preferente   | 6.º      |              |
| 2014/15   | Preferente   | 9.º      |              |
| 2015/16   | Preferente   | 8.º      |              |
| 2016/17   | Preferente   | 11.º     |              |
| 2017/18   | Preferente   | 10º      |              |
| 2018/19   | Preferente   | 11º      |              |
| 2019/20   | Preferente   | 6º       |              |
| 2020/21   | Preferente   | 5º       |              |
| 2021/22   | Preferente   | 4º       |              |
| 2022/23   | Preferente   | 7º       |              |
| 2023/24   | Preferente   | 5º       |              |
| 2024/25   | Preferente   |          |              |

### Datos del Club
- Temporadas en Tercera División: 5
- Temporadas en Preferente: 28
- Temporadas en Primera Regional: 12
- Temporadas en Segunda Regional:  0